# Уорти, Джеймс
Джеймс Эжер Уорти (англ. James Ager Worthy; родился 27 февраля 1961, Гастония, штат Северная Каролина, США) — американский профессиональный баскетболист, выступавший в команде Национальной баскетбольной ассоциации «Лос-Анджелес Лейкерс». Играл на позиции лёгкого форварда. Член Зала славы баскетбола. Уорти был семикратным участником Матча всех звезд НБА, выиграл три чемпионата НБА и был признан MVP финала НБА в 1988 году. Он был включен в состав команд, посвященных 50-летию и 75-летию НБА.

## Ранние годы
Джеймс Уорти родился 27 февраля 1961 года в городе Гастония (штат Северная Каролина), учился там же в средней школе Эшбрук, в которой играл за местную баскетбольную команду. В 1979 году принимал участие в игре McDonald’s All-American, в которой принимают участие лучшие выпускники школ США и Канады.

## Студенческая карьера
В 1982 году окончил Университет Северной Каролины в Чапел-Хилл, где в течение трёх лет играл за команду «Северная Каролина Тар Хилз», в которой провёл успешную карьеру под руководством тренера, члена Зала славы баскетбола, Дина Смита. При Уорти «Тар Хилз» два года подряд выходили в финал четырёх турнира NCAA. В 1981 году «Тар Хилз» в финале проиграли команде Айзея Томаса «Индиана Хузерс» со счётом 50—63. В следующем году «Тар Хилз» стали чемпионами Национальной ассоциации студенческого спорта (NCAA), а Джеймс Уорти был признан самым выдающимся игроком этого баскетбольного турнира. В решающем матче «Тар Хилз» в упорной борьбе обыграли команду Патрика Юинга «Джорджтаун Хойяс» со счётом 63—62, в которой Уорти стал лучшим игроком своей команды, набрав 28 очков. По итогам сезона Уорти был включён в 1-ю всеамериканскую сборную NCAA. Свитер с номером 52, под которым он выступал, был закреплён за ним и выведен из обращения.

## Профессиональная карьера
Всю свою карьеру Уорти выступал в Национальной баскетбольной ассоциации за команду «Лос-Анджелес Лейкерс». Был выбран ею на драфте 1982 года под общим первым номером. Был известен тем, что выступал в специальных пластиковых очках. Три раза становился чемпионом ассоциации, а в 1988 году признавался самым ценным игроком финала. В дебютном сезоне включался в первую сборную новичков НБА. Семь раз участвовал в матче всех звёзд НБА (1986—1992), кроме того два раза включался в символическую сборную всех звёзд НБА (1990—1991). За ним в «Лейкерс» закреплён номер 42. В 1996 году включён в список 50 величайших игроков в истории НБА, а в 2003 году в Зал славы баскетбола.

## Статистика

### Статистика в НБА
| Сезон                                                                                    | Команда | Регулярный сезон | Регулярный сезон | Регулярный сезон | Регулярный сезон | Регулярный сезон | Регулярный сезон | Регулярный сезон | Регулярный сезон | Регулярный сезон | Регулярный сезон | Регулярный сезон | Серия плей-офф | Серия плей-офф | Серия плей-офф | Серия плей-офф | Серия плей-офф | Серия плей-офф | Серия плей-офф | Серия плей-офф | Серия плей-офф | Серия плей-офф | Серия плей-офф |
| Сезон                                                                                    | Команда | GP               | GS               | MPG              | FG%              | 3P%              | FT%              | RPG              | APG              | SPG              | BPG              | PPG              | GP             | GS             | MPG            | FG%            | 3P%            | FT%            | RPG            | APG            | SPG            | BPG            | PPG            |
| ---------------------------------------------------------------------------------------- | ------- | ---------------- | ---------------- | ---------------- | ---------------- | ---------------- | ---------------- | ---------------- | ---------------- | ---------------- | ---------------- | ---------------- | -------------- | -------------- | -------------- | -------------- | -------------- | -------------- | -------------- | -------------- | -------------- | -------------- | -------------- |
| 1982/83                                                                                  | Лейкерс | 77               | 1                | 25,6             | 57,9             | 25,0             | 62,4             | 5,2              | 1,7              | 1,2              | 0,8              | 13,4             | Не участвовал  | Не участвовал  | Не участвовал  | Не участвовал  | Не участвовал  | Не участвовал  | Не участвовал  | Не участвовал  | Не участвовал  | Не участвовал  | Не участвовал  |
| 1983/84                                                                                  | Лейкерс | 82               | 53               | 29,5             | 55,6             | 0,0              | 75,9             | 6,3              | 2,5              | 0,9              | 0,9              | 14,5             | 21             | 0              | 33,7           | 59,9           | 50,0           | 60,9           | 5,0            | 2,7            | 1,3            | 0,5            | 17,7           |
| 1984/85                                                                                  | Лейкерс | 80               | 76               | 33,7             | 57,2             | 0,0              | 77,6             | 6,4              | 2,5              | 1,1              | 0,8              | 17,6             | 19             | 19             | 32,9           | 62,2           | 50,0           | 67,6           | 5,1            | 2,2            | 0,9            | 0,7            | 21,5           |
| 1985/86                                                                                  | Лейкерс | 75               | 72               | 32,7             | 57,9             | 0,0              | 77,1             | 5,2              | 2,7              | 1,1              | 1,0              | 20,0             | 14             | 14             | 38,5           | 55,8           | 0,0            | 68,1           | 4,6            | 3,2            | 1,1            | 0,7            | 19,6           |
| 1986/87                                                                                  | Лейкерс | 82               | 82               | 34,4             | 53,9             | 0,0              | 75,1             | 5,7              | 2,8              | 1,3              | 1,0              | 19,4             | 18             | 18             | 37,8           | 59,1           | 0,0            | 75,3           | 5,6            | 3,5            | 1,6            | 1,2            | 23,6           |
| 1987/88                                                                                  | Лейкерс | 75               | 72               | 35,4             | 53,1             | 12,5             | 79,6             | 5,0              | 3,9              | 1,0              | 0,7              | 19,7             | 24             | 24             | 37,3           | 52,3           | 11,1           | 75,8           | 5,8            | 4,4            | 1,4            | 0,8            | 21,1           |
| 1988/89                                                                                  | Лейкерс | 81               | 81               | 36,5             | 54,8             | 8,7              | 78,2             | 6,0              | 3,6              | 1,3              | 0,7              | 20,5             | 15             | 15             | 40,0           | 56,7           | 37,5           | 78,8           | 6,7            | 2,8            | 1,2            | 1,1            | 24,8           |
| 1989/90                                                                                  | Лейкерс | 80               | 80               | 37,0             | 54,8             | 30,6             | 78,2             | 6,0              | 3,6              | 1,2              | 0,6              | 21,1             | 9              | 9              | 40,7           | 49,7           | 25,0           | 83,7           | 5,6            | 3,0            | 1,6            | 0,3            | 24,2           |
| 1990/91                                                                                  | Лейкерс | 78               | 74               | 38,6             | 49,2             | 28,9             | 79,7             | 4,6              | 3,5              | 1,3              | 0,4              | 21,4             | 18             | 18             | 39,1           | 46,5           | 16,7           | 73,6           | 4,1            | 3,9            | 1,1            | 0,1            | 21,1           |
| 1991/92                                                                                  | Лейкерс | 54               | 54               | 39,0             | 44,7             | 20,9             | 81,4             | 5,6              | 4,7              | 1,4              | 0,4              | 19,9             | Не участвовал  | Не участвовал  | Не участвовал  | Не участвовал  | Не участвовал  | Не участвовал  | Не участвовал  | Не участвовал  | Не участвовал  | Не участвовал  | Не участвовал  |
| 1992/93                                                                                  | Лейкерс | 82               | 69               | 28,8             | 44,7             | 27,0             | 81,0             | 3,0              | 3,4              | 1,1              | 0,3              | 14,9             | 5              | 0              | 29,6           | 37,2           | 25,0           | 60,0           | 3,4            | 2,6            | 1,0            | 0,0            | 13,8           |
| 1993/94                                                                                  | Лейкерс | 80               | 2                | 20,0             | 40,6             | 28,8             | 74,1             | 2,3              | 1,9              | 0,6              | 0,2              | 10,2             | Не участвовал  | Не участвовал  | Не участвовал  | Не участвовал  | Не участвовал  | Не участвовал  | Не участвовал  | Не участвовал  | Не участвовал  | Не участвовал  | Не участвовал  |
|                                                                                          | Всего   | 926              | 716              | 32,4             | 52,1             | 24,1             | 76,9             | 5,1              | 3,0              | 1,1              | 0,7              | 17,6             | 143            | 117            | 36,8           | 54,4           | 20,9           | 72,7           | 5,2            | 3,2            | 1,2            | 0,7            | 21,1           |
| Наведите курсор мыши на аббревиатуры в заголовке таблицы, чтобы прочесть их расшифровку. |         |                  |                  |                  |                  |                  |                  |                  |                  |                  |                  |                  |                |                |                |                |                |                |                |                |                |                |                |